# 港珠澳大橋香港口岸公共運輸交匯處
港珠澳大橋香港口岸公共運輸交匯處（英語：Hong Kong-Zhuhai-Macao Bridge Hong Kong Port Public Transport Interchange）是位於新界離島區港珠澳大橋香港口岸順匯路旅檢大樓以南的公共運輸交匯處。現時有18條巴士路線及1條小巴路線以本站為總站，另外亦有28條機場巴士路線途經本站。
有別於深圳灣管制站，由於港珠澳大橋香港口岸設有停車場供旅客停泊車輛後離境，因此只有旅檢大樓與車輛通關廣場等設施納入邊境禁區範圍，公共運輸交匯處在禁區範圍以外。市民乘車出入該處或在站內逗留，皆毋須持有旅行證件或邊境禁區通行證。

## 車坑分佈
| 車坑分佈（以入口最左邊起計） | 車坑分佈（以入口最左邊起計） | 車坑分佈（以入口最左邊起計）   |
| 車坑編號                     | 座向                         | 路線                           |
| ---------------------------- | ---------------------------- | ------------------------------ |
| 2023年啟用部分               |                              |                                |
| 入口                         |                              |                                |
| W7                           | 北行                         | 龍運巴士A38線                  |
| W6                           | 北行                         | 龍運巴士A47X、NA47線           |
| W5                           | 北行                         | 龍運巴士A43、NA43線            |
| W4                           | 北行                         | 龍運巴士A37、NA37線            |
| W3                           | 北行                         | 龍運巴士A36、NA36線            |
| W2                           | 北行                         | 龍運巴士A34線                  |
| W1                           | 北行                         | 龍運巴士A33X、NA33線           |
| 掉頭處                       |                              |                                |
| E1                           | 南行                         | 嶼巴B6線                       |
| E2                           | 南行                         | 龍運巴士A31、NA31線            |
| E3                           | 南行                         | 龍運巴士A30、A32、NA30、NA32線 |
| E4                           | 南行                         | 龍運巴士A42、NA41線            |
| E5                           | 南行                         | 龍運巴士A46線                  |
| E6                           | 南行                         | 龍運巴士A41線                  |
| E7                           | 南行                         | 龍運巴士A41P、NA40線           |
| 出口                         |                              |                                |
| 2018年原有部分               |                              |                                |
| 入口                         |                              |                                |
| 13                           | 北行                         | 城巴A22、A25線                 |
| 12                           | 北行                         | 城巴A21、NA20、NA21線          |
| 11                           | 北行                         | 城巴A11、NA11線                |
| 10                           | 北行                         | 城巴A29、NA29線                |
| 9                            | 北行                         | 城巴A12、NA12線                |
| 8                            | 北行                         | 城巴B5線                       |
| 7                            | 北行                         | 嶼巴B4線                       |
| 掉頭處                       |                              |                                |
| 6                            | 南行                         | 專綫小巴901線                  |
| 5                            | 南行                         | 城巴A10、A17、NA10線           |
| 4                            | 南行                         | 城巴A26線                      |
| 3                            | 南行                         | 城巴A28線                      |
| 2                            | 南行                         | 城巴A23線                      |
| 1                            | 南行                         | 嶼巴A35、N35線                 |
| 出口                         |                              |                                |

### 總站路線資料
新大嶼山巴士A35、N35線
A35
- 梅窩碼頭 ↔ 港珠澳大橋香港口岸（經機場客運大樓）

提供港珠澳大橋及香港國際機場來往嶼南的服務，經機場後勤區、東涌、長沙、塘福、貝澳前往梅窩。於1998年7月6日服務。
N35
- 梅窩碼頭 ↔ 港珠澳大橋香港口岸（經機場客運大樓）

走線和A35相約，唯本線為通宵服務。於1998年11月1日服務。
新大嶼山巴士B4線
- 港珠澳大橋香港口岸 ↺ 機場（客運大樓）

提供港珠澳大橋往來香港國際機場的服務，和港珠澳大橋同步於2018年10月24日投入服務。
新大嶼山巴士B6線
- 港珠澳大橋香港口岸 ↔ 滿東邨

提供港珠澳大橋往來東涌市中心的服務，和港珠澳大橋同步於2018年10月24日投入服務。
新大嶼山巴士B6S線
- 未有資料，請加入至Module:香港巴士/lantau。

城巴B5線
- 港珠澳大橋香港口岸 ↔ 欣澳站

提供港珠澳大橋往來港鐵欣澳站的服務，和港珠澳大橋同步於2018年10月24日投入服務，於部分時間繞經香港迪士尼樂園。
城巴NA10線
- 鴨脷洲（利樂街） ↔ 港珠澳大橋香港口岸（經機場客運大樓）

於2017年6月29日投入服務，途經海怡半島、利東邨、香港仔、田灣、華富邨、置富花園、薄扶林、摩星嶺道、堅尼地城、石塘咀、西區海底隧道、西九龍公路、昂船洲大橋、青嶼幹線及香港國際機場一號客運大樓，只於深宵時段提供服務。
城巴NA11線
- 北角碼頭 ↔ 港珠澳大橋香港口岸（經機場客運大樓）

於2016年7月16日投入服務，途經炮台山、大坑（只限去程）、天后（只限回程）、銅鑼灣、灣仔、金鐘（只限回程）、中環、上環、西區海底隧道、西九龍公路、昂船洲大橋、青嶼幹線及香港國際機場一號客運大樓，只於深宵時段提供服務。
城巴NA12線
- 杏花邨 ↔ 港珠澳大橋香港口岸（經機場客運大樓）

於2017年6月29日投入服務，途經小西灣、柴灣、筲箕灣、西灣河、太古城、鰂魚涌、北角、中環（只限去程）、上環（只限回程）、石塘咀、西區海底隧道、西九龍公路、昂船洲大橋、青嶼幹線及香港國際機場一號客運大樓，只於深宵時段提供服務。
城巴NA20線
- 黃埔花園 ↔ 港珠澳大橋香港口岸（經機場客運大樓）

於2018年7月3日投入服務，途經紅磡（只限回程）、尖沙咀東、尖沙咀、佐敦、油麻地、旺角、深水埗、長沙灣、美孚、荃灣路、青衣北岸公路、青嶼幹線及香港國際機場一號客運大樓，只於深宵時段提供服務。
城巴NA21線
- 港珠澳大橋香港口岸（經機場客運大樓） ↺ 旺角

於2015年7月23日投入服務，途經機場客運大樓、國泰城、青嶼幹線、青葵公路、旺角及大角咀，只於深宵時段提供服務。
城巴NA29線
- 將軍澳（寶琳） ↔ 港珠澳大橋香港口岸（經機場客運大樓）

於2015年7月23日投入服務，途經坑口、將軍澳隧道、觀塘市中心、牛頭角、九龍灣、牛池灣（只限回程）、鑽石山、黃大仙、大窩坪、呈祥道、青葵公路、青嶼幹線及香港國際機場一號客運大樓，只於深宵時段提供服務。
龍運巴士NA30線
- 梨木樹 ↔ 港珠澳大橋香港口岸（經機場客運大樓）

於2024年11月24日投入服務，途經石籬邨、安蔭邨、石蔭邨、葵興、葵芳、青荃橋、青衣北岸公路、青嶼幹線、國泰城及一號客運大樓，只於深宵時段提供服務。
龍運巴士NA31線
- 荃灣（如心廣場） ↔ 港珠澳大橋香港口岸（經機場客運大樓）

於2017年4月8日投入服務，途經愉景新城、荃灣站、悅來酒店、環宇海灣、青荃橋、長安邨、青衣北岸公路、青嶼幹線、國泰城及一號客運大樓，只於深宵時段提供服務。
龍運巴士NA32線
- 葵涌邨 ↔ 港珠澳大橋香港口岸（經機場客運大樓）

於2017年4月8日投入服務，2024年11月24日起，改經大窩口、青荃橋、青衣邨、翠怡花園、長青邨、長康邨、青嶼幹線、國泰城及一號客運大樓。
龍運巴士NA40線
- 烏溪沙站 ↔ 港珠澳大橋香港口岸（經機場客運大樓）

於2016年12月17日投入服務，途經錦英苑、馬鞍山市中心、耀安邨、錦泰苑、富安花園、石門、沙田第一城、禾輋邨、瀝源邨、沙田市中心、城門隧道、青荃橋、青衣北岸公路、青嶼幹線、國泰城及一號客運大樓，只於深宵時段提供服務。
龍運巴士NA41線
- 沙田（水泉澳） ↔ 港珠澳大橋香港口岸（經機場客運大樓）

於2016年12月17日投入服務，途經小瀝源、愉翠苑、沙田第一城、圓洲角、沙田圍、車公廟、顯田、大圍、美林邨、城門隧道、青荃橋、青衣北岸公路、青嶼幹線、國泰城及一號客運大樓，只於深宵時段提供服務。
龍運巴士NA43線
- 粉嶺（聯和墟） ↔ 港珠澳大橋香港口岸（經機場客運大樓）

於2016年12月17日投入服務，途經祥華邨、花都廣場、粉嶺站、嘉福邨、上水站、粉嶺公路、落馬洲公共交通轉車站、大欖隧道、汀九橋、青嶼幹線、國泰城及一號客運大樓，只於深宵時段提供服務。
龍運巴士NA47線
- 大埔（太和） ↔ 港珠澳大橋香港口岸（經機場客運大樓）

於2017年4月8日投入服務，2023年8月13日起改經富蝶邨、富亨邨、大埔中心、大埔墟站、廣福邨、白石角、香港科學園、青沙公路、昂船洲大橋、青嶼幹線、國泰城及一號客運大樓，只於深宵時段提供服務。
新界區專線小巴901線
- 港珠澳大橋香港口岸 ↺ 迎東邨

提供港珠澳大橋往來東涌迎東邨的服務，和港珠澳大橋同步於2018年10月24日投入服務。

### 途經路線資料
城巴A10線
- 鴨脷洲（利樂街） ↔ 機場

於2006年3月26日投入服務，途經海怡半島、利東邨、香港仔、田灣、華富邨、置富花園、薄扶林、摩星嶺、堅尼地城、石塘咀、西區海底隧道、西九龍公路、昂船洲大橋、青嶼幹線、一號客運大樓及港珠澳大橋香港口岸。
城巴A11線
- 北角碼頭 ↔ 機場

於1998年7月6日投入服務，2001年4月2日經服務重組後延長至北角碼頭，途經炮台山、大坑（只限去程）、天后（只限回程）、銅鑼灣、灣仔、金鐘（只限回程）、中環、上環、西區海底隧道、西九龍公路、昂船洲大橋、青嶼幹線、香港國際機場一號客運大樓及港珠澳大橋香港口岸。
城巴A12線
- 小西灣（藍灣半島） ↔ 機場

於1998年7月6日投入服務，同年12月20日延長至柴灣（東），2001年7月22日延長至小西灣（藍灣半島），途經柴灣、筲箕灣、西灣河、太古城、鰂魚涌、北角、中環灣仔繞道、西區海底隧道、西九龍公路、昂船洲大橋、青嶼幹線、一號客運大樓及港珠澳大橋香港口岸。
城巴A17線
- 深灣 ↔ 機場

於2020年1月6日投入服務，途經黃竹坑、海洋公園、南風道、黃泥涌峽、跑馬地、皇后大道東、金鐘、中環（只限去程）、西區海底隧道、西九龍公路、昂船洲大橋、青嶼幹線、港珠澳大橋香港口岸及一號客運大樓。
城巴A21線
- 紅磡站 ↔ 機場

於1998年7月6日投入服務，途經尖沙咀東、尖沙咀、佐敦、油麻地、旺角、大角咀（只限去程）、西九龍走廊（只限回程）、海麗邨、青葵公路、青嶼幹線、一號客運大樓及港珠澳大橋香港口岸。
城巴A22線
- 藍田站 ↔ 機場

於1998年7月6日投入服務，途經觀塘市中心、牛頭角、九龍灣、彩虹邨、新蒲崗、九龍城、馬頭圍、土瓜灣、紅磡、佐敦、西九龍公路、昂船洲大橋、青嶼幹線、一號客運大樓及港珠澳大橋香港口岸。
城巴A23線
- 慈雲山（北） ↔ 機場

於2020年1月6日投入服務。2023年4月29日起，改經富山邨、鑽石山、黃大仙、樂富、九龍塘、石硤尾、深水埗、長沙灣、美孚、青嶼幹線、港珠澳大橋香港口岸及一號客運大樓。
城巴A25線
- 啟德 ↔ 機場

於2023年4月1日投入服務，途經啟晴邨、德朗邨、土瓜灣、紅磡、尖沙咀、西九龍公路、昂船洲大橋、青嶼幹線、港珠澳大橋香港口岸及一號客運大樓。
城巴A26線
- 油塘 ↔ 機場

於2018年1月29日投入服務。2023年12月18日起，改經廣田邨、德田邨、康華苑、秀茂坪、四順、樂華邨、彩霞邨、彩盈邨、鑽石山、黃大仙、大窩坪、呈祥道、青葵公路、青嶼幹線、一號客運大樓及港珠澳大橋香港口岸。
城巴A28線
- 日出康城 ↔ 機場

於2015年9月27日投入服務，前身為A29P線，2023年12月18日起改稱A28。途經清水灣半島、將軍澳市中心、調景嶺、尚德邨、翠林邨、康盛花園、寶達邨、安達邨、安泰邨、彩雲邨、牛池灣、鑽石山、黃大仙、呈祥道、青葵公路、青嶼幹線、一號客運大樓及港珠澳大橋香港口岸。
城巴A29線
- 將軍澳（寶琳） ↔ 機場

於2011年9月25日投入服務，途經坑口、將軍澳隧道、觀塘市中心、牛頭角、九龍灣、牛池灣（只限回程）、鑽石山、黃大仙、大窩坪、呈祥道、青葵公路、青嶼幹線、一號客運大樓及港珠澳大橋香港口岸。
龍運巴士A30線
- 梨木樹 ↔ 機場（地面運輸中心）

於2023年6月25日投入服務，途經石籬邨、安蔭邨、石蔭邨、葵興、葵芳、青荃橋、青衣北岸公路、青嶼幹線、港珠澳大橋香港口岸及一號客運大樓。
龍運巴士A31線
- 荃灣（如心廣場） ↔ 機場（地面運輸中心）

於1998年7月6日投入服務，2011年7月16日延長至荃灣西鐵路站。2016年12月3日起，改經愉景新城、荃灣站、悅來酒店、環宇海灣、青荃橋、長安邨、青衣北岸公路、青嶼幹線、一號客運大樓及港珠澳大橋香港口岸。
龍運巴士A32線
- 葵涌邨 ↔ 機場（地面運輸中心）

於2016年12月3日投入服務。2023年6月25日起，改經大窩口、青荃橋、青衣邨、翠怡花園、長青邨、長康邨、青嶼幹線、一號客運大樓及港珠澳大橋香港口岸。
龍運巴士A33X線
- 屯門（富泰） ↔ 機場（地面運輸中心）

於2017年1月9日投入服務，2020年12月28日起改經嶺南大學、景峰花園、新墟、屯門站、屯門市中心、安定邨、豐景園、龍富路、屯門赤鱲角隧道、港珠澳大橋香港口岸及一號客運大樓。
龍運巴士A34線
- 洪水橋（洪元路） ↔ 機場（地面運輸中心）

於2020年12月28日投入服務，途經藍地、兆康苑、欣田邨、田景邨、良景邨、大興邨、山景邨、龍門居、富健花園、蝴蝶邨、屯門赤鱲角隧道、港珠澳大橋香港口岸及一號客運大樓。
龍運巴士A36線
- 錦上路站 ↔ 機場（地面運輸中心）

於2015年9月30日投入服務，初期只於每日繁忙時間提供服務，2016年8月4日經服務重組後縮短至朗屏站及擴展至全日服務，2021年6月20日起改經凹頭、形點、元朗大馬路、元朗公路、紅橋、龍富路、屯門赤鱲角隧道、港珠澳大橋香港口岸及一號客運大樓。
龍運巴士A37線
- 朗屏站 ↔ 機場（地面運輸中心）

於2016年7月25日投入服務，2021年6月20日起改經朗屏邨、香港濕地公園、天逸邨、天悅邨、天水圍市中心、天慈邨、屏欣苑、洪水橋、元朗公路、龍富路、屯門赤鱲角隧道、港珠澳大橋香港口岸及一號客運大樓。
龍運巴士A38線
- 荃灣（荃威花園） ↔ 機場（地面運輸中心）

於2016年8月13日投入服務，前身為A31P線，2019年9月21日起改稱A38。途經荃灣西約、汀九、青龍頭、深井、汀九橋、青嶼幹線、一號客運大樓及港珠澳大橋香港口岸。
龍運巴士A41線
- 沙田（碩門邨） ↔ 機場（地面運輸中心）

於1998年7月6日投入服務，2023年12月3日延長至沙田（碩門邨），途經愉翠苑、沙田第一城、圓洲角、沙田市中心、車公廟、大圍、青沙公路、昂船洲大橋、青嶼幹線、一號客運大樓及港珠澳大橋香港口岸。
龍運巴士A41P線
- 烏溪沙站 ↔ 機場（地面運輸中心）

於1999年6月30日投入服務，途經錦英苑、馬鞍山市中心、耀安邨、錦泰苑、富安花園、石門、沙田第一城、青沙公路、昂船洲大橋、青嶼幹線、一號客運大樓及港珠澳大橋香港口岸。
龍運巴士A42線
- 沙田（黃泥頭） ↔ 機場（地面運輸中心）

於2023年12月3日投入服務，途經水泉澳邨、沙田圍、新田圍邨、顯田、青沙公路、昂船洲大橋、青嶼幹線、港珠澳大橋香港口岸及一號客運大樓。
龍運巴士A43線
- 粉嶺（聯和墟） ↔ 機場（地面運輸中心）

於1999年1月30日投入服務，2001年6月17日延長至粉嶺（聯和墟），途經祥華邨、花都廣場、粉嶺站、嘉福邨、上水站、粉嶺公路、大欖隧道、汀九橋、青嶼幹線、一號客運大樓及港珠澳大橋香港口岸。
龍運巴士A46線
- 火炭（駿景園） ↔ 機場（地面運輸中心）

於2023年12月3日投入服務，途經禾輋邨、瀝源邨、沙田市中心、美林邨、青沙公路、昂船洲大橋、青嶼幹線、港珠澳大橋香港口岸及一號客運大樓。
龍運巴士A47X線
- 大埔（太和） ↔ 機場（地面運輸中心）

於2016年8月20日投入服務，2023年8月13日起改經富蝶邨、富亨邨、大埔中心、大埔墟站、廣福邨、吐露港公路、青沙公路、昂船洲大橋、青嶼幹線、一號客運大樓及港珠澳大橋香港口岸。
龍運巴士NA33線
- 國泰城 ↔ 屯門（富泰）（經機場客運大樓、港珠澳大橋香港口岸）

於2015年7月23日投入服務，2020年12月28日起改經兆康苑、欣田邨、田景邨、良景邨、大興邨、山景邨、屯門站、屯門市中心、安定邨、豐景園、龍門居、富健花園、蝴蝶邨、屯門赤鱲角隧道、港珠澳大橋香港口岸及機場客運大樓，只於深宵時段提供服務。
龍運巴士NA36線
- 國泰城 ↔ 錦上路站（經機場客運大樓、港珠澳大橋香港口岸）

於2021年6月20日投入服務，取代前身NA34線，途經凹頭、形點、元朗大馬路、元朗公路、紅橋、屯門市廣場、屯門赤鱲角隧道、港珠澳大橋香港口岸及機場客運大樓，只於深宵時段提供服務。
龍運巴士NA37線
- 國泰城 ↔ 天水圍市中心（經機場客運大樓及港珠澳大橋香港口岸）

於2015年7月23日投入服務，2021年6月20日起改經嘉湖山莊（美湖居、麗湖居、景湖居）、天晴邨、天逸邨、天富苑、天頌苑、天瑞邨、天水圍公園、天耀邨、屏欣苑、洪水橋、藍地、紅橋、屯門市廣場、屯門赤鱲角隧道、港珠澳大橋香港口岸及機場客運大樓，只於深宵時段提供服務。

## 外部連結
香港大典上的相关条目：港珠澳大橋香港口岸公共運輸交匯處（繁體中文）